# 広く。
広く。（ひろく）は、日本の漫画家、イラストレーター。鳥取県旧国府町出身。年齢非公表。

## 経歴
- 多摩美術大学グラフィックデザイン科卒業。漫画部所属[1]。
- 2006年、河村ヒロク名義 にて「拝啓 西村修様」を執筆。第4回漫画アクション新人賞入選、同年11月発売の漫画アクション21号に掲載。
- 2007年4月発売の漫画アクション7号にて「デスマッチ・ガール」掲載。
- 2010年頃より、女子中学生がプロレスごっこをする技図鑑のイラストを中心としたブログ「プ女子百景《プロレス女子図鑑》」[2]を開始。
- 2012年頃より新日本プロレス公式モバイルサイトにて『新日本学園・女子イラスト部』のヒラ部員（部長の二階堂綾乃公認）として活動開始。
- 2014年、「プ女子百景」を、書き下ろしを追加して書籍化[1]。

## 人物
- テレビで旧WRESTLE-1に出ているグレート・ムタを見てプロレスに興味を持つ[1]。以降、メジャー・インディー問わず幅広く観戦を開始[3][4]。
- 内藤哲也の熱狂的なファン[5]。
- 都内の紙製品メーカー勤務しており[1]、顔出しNGのため、メディア出演時はヒゲ付きマスクで口元を隠している。
- 「豆腐プロレス」にイラストが起用されたのは、松井珠理奈が著書を手に取ったことによる推薦だった[6]。

## 作品

### 漫画
- 『拝啓 西村修様』（双葉社「漫画アクション」）2006年21号
- 『デスマッチ・ガール』（双葉社「漫画アクション」）2007年7号
- 『HIGHER AND HIGHER』（2014年4月、NeNe）※2013年8月に同人誌として出したものを、「新日本プロレスEbooks」として公認。改めて電子書籍として再編集したもの。試合会場限定で書籍版も販売された[5]。
- 『全日本プロレスあるあるコレクション』（原作：青柳直弥。2015年6月、KKベストセラーズ刊「語れ！全日本プロレス」掲載）
- 『HIGHER AND HIGHER! 新日学園物語』（監修：新日本プロレス。2018年6月16日 ‐ 2020年4月23日、KADOKAWA「ダ・ヴィンチニュース」）隔週連載[7]
  - 『新日学園 内藤哲也物語』として単行本化、既刊1巻[8][9]

### 書籍
- 『プ女子百景』（2014年12月、小学館集英社プロダクション）[10][11][12][13]。
- 『プ女子百景 風林火山 』（2017年2月22日、小学館集英社プロダクション）

### 連載
- 『新日本学園女子イラスト部（出張版）』（新日本プロレス・オフィシャル携帯＆スマホサイト）2012年9月13日～[14]
- 『我が青春のプロレス～馬場と猪木の50年戦記～』イラスト担当（本文・斎藤文彦、小学館「週刊ポスト」）2015年5月22日号 - 2016年7月15日号
- 『いちばんすげぇのは、プロレスなんだよ！』（NIKKEI STYLE）[15]2016年2月23日 -

### 雑誌
- 『ゴング』（徳間書店）2015年8号 - コラム「内藤哲也の見方　最新版」

### デザイン
- 新日本プロレスオフィシャルグッズ【新日本プロレス ステッカーコレクション(技ver.)】イラスト作成
- BEST OF THE SUPER Jr. XXIIロゴマーク（新日本プロレス）以降、継続デザイン。
- 新日本プロレス「WRESTLE KINGDOM 10 大会記念 Tシャツ」[16]
- KUSHIDAトートバッグ(オレンジ)[17]
- BUSHI「Team BUSHI」Tシャツ[17]
- マスカラ・ドラダ「FLYING!」Tシャツ[18]
- 「新日本学園・女子イラスト部」コラボTシャツ(広く。『ロス・インゴベルナブレス・デ・ハポン!』)[19]
- 「BEST OF THE SUPER Jr. XXIII 大会記念Tシャツ(イエロー)」[20]
- 大畠美咲「スカイブルースープレックスホールドTシャツ」（2017年）[21]
- 獣神サンダー・ライガー「THUNDERBOLT」Tシャツ（2018年）

### テレビ
- 「有田と週刊プロレスと」（Amazonプライム・ビデオ、2016年11月 - ） - 番組コンセプトイラスト
- 「豆腐プロレス」（テレビ朝日、2017年1月 - ） - タイトルバックイラスト

## 出演

### テレビ
- 『速報!バトル☆メン』（FIGHTING TV サムライ、2015年2月6日）共演：元井美貴（MC）、中田ちさと、初美沙希
- 『金曜バトル☆メン』（FIGHTING TV サムライ、2015年10月17日）共演：元井美貴（MC）
- CSサムライTV『新日本プロレス大作戦DX』 #64 「再び大プロレス祭りを盛り上げろ！大作戦」（後編）初回放送2016年1月27日[22]

### ラジオ
- 『真夏の夜のプロレス女子会』（2015年8月8日、NHK-FM放送）[23]

### インターネット配信
- 『棚橋弘至のPodcastOff!!』#69　（2015年2月、ポッドキャスト）共演・棚橋弘至、ユリオカ超特Q　-『プ女子百景』発売イベント後に収録
- 『男色＆亜門のアモトーーク！！』（2015年3月12日、ニコニコ動画DDTプロレスリング公式チャンネル「DDTプロレスアワー」）

### イベント
- WOMAN EXPO TOKYO 2016（2016年5月21日、東京ミッドタウン　ホール&カウンファレンス　カンファレンスRoom7）共演・真壁刀義、苅谷直政[24]

## 受賞
- 双葉社・第4回漫画アクション新人賞
- 「WRESTLE KINGDOMアワード」Tシャツデザインコンテスト銀賞
- COLORFUL BOARD「新日ラボ」新日ラボTシャツデザインコンテスト入選